# SpaceLiner
SpaceLiner är ett avancerat koncept för en suborbital, hypersonisk, fullt återanvändbar bevingad passagerartransport som är under utredning av det tyska rymdcentret (Deutsches Zentrum für Luft- und Raumfahrt) sedan 2005.

## Koncept
SpaceLiner-konceptet är en vertikalstartad farkost i stil med den amerikanska rymdfärjan och består av två steg; en stor, obemannad booster och ett bemannad steg som rymmer 50 passagerare och två besättningsmedlemmar. Den fullt återanvändbara farkosten drivs tillsammans av elva raketmotor (nio för boostern, två för passagerarsteget) och använder kryogeniskt flytande syre (LOX) och väte (LH2) som drivmedel. Efter att motorerna är utbrända och boostern separerad träder passagerarsteget in i en hypersonisk glidfas. Därmed kan farkosten färdas över långa interkontinentala avstånd under en väldig kort tid. Beroende på uppdraget kan en höjd kring 80 kilometer och ett Mach-nummer på 20 uppnås. Flygtiden för SpaceLiner från Australien till Europa uppgår till bara 90 minuter medan rutten mellan Europa och Kalifornien kan avvecklas på mindre än 60 minuter. Accelerationen för passagerarna på en sådan resa är designad att uppgå till ett maximum på 2,5 g under motordrift vilket är lägre än vad astronauter i den amerikanska rymdfärjan upplever. Konceptet förutser också att passagerarkabinen kan fungera som en autonom räddningskapsel och kan separeras från passagerarsteget vid en eventuell olycka. Därmed kan passagerarna återvända till jorden oskadda. Enligt studier från DLR kan drivsättningen av det första fungerande systemet vara möjligt mellan år 2040 och 2050. En avgörande aspekt med konceptet är farkostens fulla återanvändbarhet och användningen av effektiv massproduktionstillverkning som ligger nära det som sker nu i flygplansindustrin. Som en konsekvens förväntas SpaceLiner ge en signifikant ökning av kostnadseffektivitet jämfört med dagens rymdtransportsystem. En stor utmaning är att förbättra säkerheten och tillförlitligheten av kritiska komponenter såsom raketmotorer så att de blir lämpliga att använda för dagligt bruk. För tillfället sker utvecklingen av konceptet med DLR:s interna resurser och inom ramen av EU-FP7 finansierade projekt såsom FAST20XX och CHATT. Utöver DLR är också en mängd andra partner från den europeiska luft och rymdfartssektorn inblandade, inklusive det svenska FOI.

## Föregående utveckling

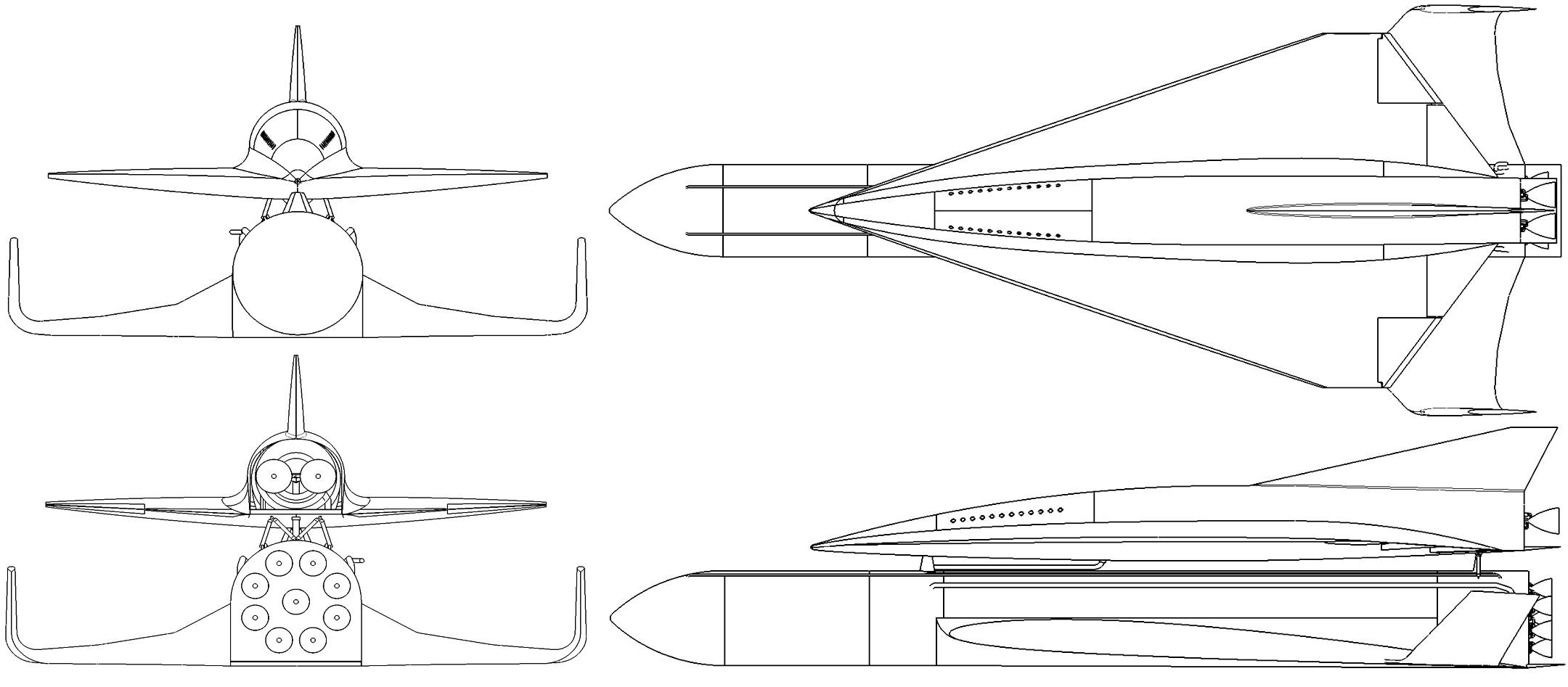
Tre-vy-skiss över SpaceLiner 7

Konceptet är just nu i den preliminära designfasen där grundläggande forskning sker. Baserat på föregående studier utvecklas konceptet progressivt där varje iteration resulterar i en mer detaljerad och grundlig behandling av varje subsystem och dess integration. Ett par varianter med andra krav och specifikationer har studerats sedan tidigare där dess resultat har påverkat och dirigerat om hela designprocessen.
SpaceLiner 2 refererar till den första versionen av konceptet vilket innehöll för första gången ett integrerat, innovativt aktivt kylsystem i det bemannade steget för områden med särskilt hög termisk belastning under det atmosfäriska återinträdet. Dessa områden identifierades som nosen och framkanten av vingen.

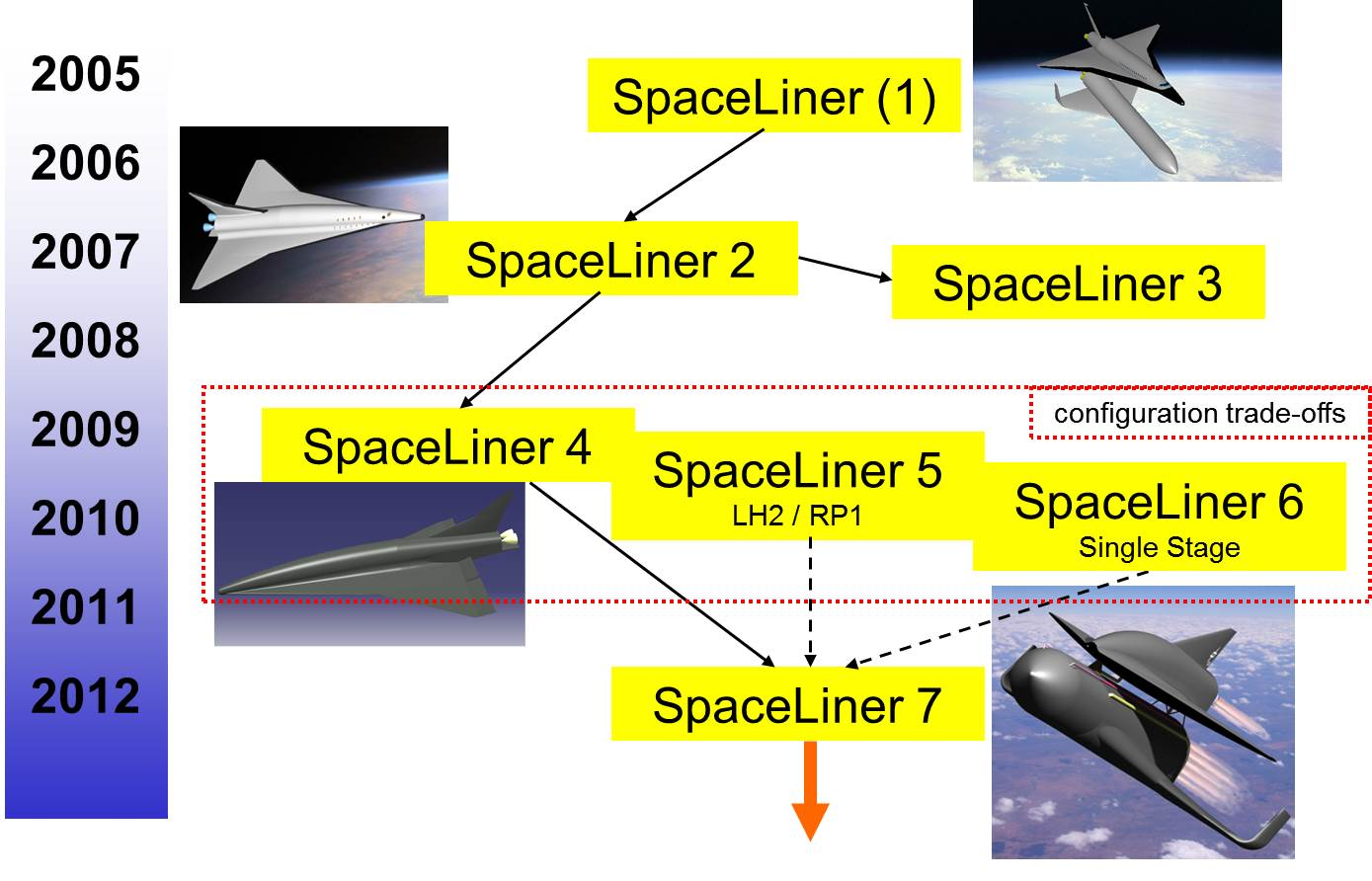
Utvecklingshistorik fram tills SpaceLiner 7

SpaceLiner 4 är en utveckling av SpaceLiner 2 med förbättrade aerodynamiska och flygdynamiska egenskaper. Baserat på denna konfiguration blev flera kritiska teknologier för SpaceLiner experimentellt och numerisk undersökta. Forskning för denna konfiguration skedde med finansiering från EU-projektet FAST20XX.
Den nuvarande och senaste konfigurationen under utredning hos DLR är SpaceLiner 7. Genom ytterligare applikation av numeriska optimeringsmetoder ersattes den föregående dubbel-deltavingen med en singel-deltavinge. Resultatet blev förbättrade aerodynamiska, termiska och strukturmekaniska egenskaper vid hypersoniskt flyg. Utöver detta har flera subsystem såsom passagerarkabinen, kryogena tankar, matningssystem för drivmedlet och värmeskydd blivit designade och integrerade i farkosten.
Möjliga rutter för SpaceLiner är klassificerade och grupperade enligt deras distanser där Klass 1 är den längsta vilket associeras med rutten mellan Australien och Europa. Klass 3 är däremot den kortaste med rutter som är en bit under 10 000 km där de trots allt är ekonomisk intressanta och relevanta. I linje med detta har en nylig utfört studie undersökt en modifierad version av SpaceLiner 7 som är kapabel att flyga medellånga distanser och kan rymma 100 passagerare. Denna konfiguration med namnet SL7-100 är därmed lämplig för Klass 2 och Klass 3 flygdistanser. För att tillhandahålla de två olika konfigurationerna har en lång och en kort version av boostern övervägts. Beroende på flygdistansen kan den mest passande boostern användas för den specifika rutten i kombination med antingen 50- eller 100-passagerarsteget.

## Detaljerad teknisk data

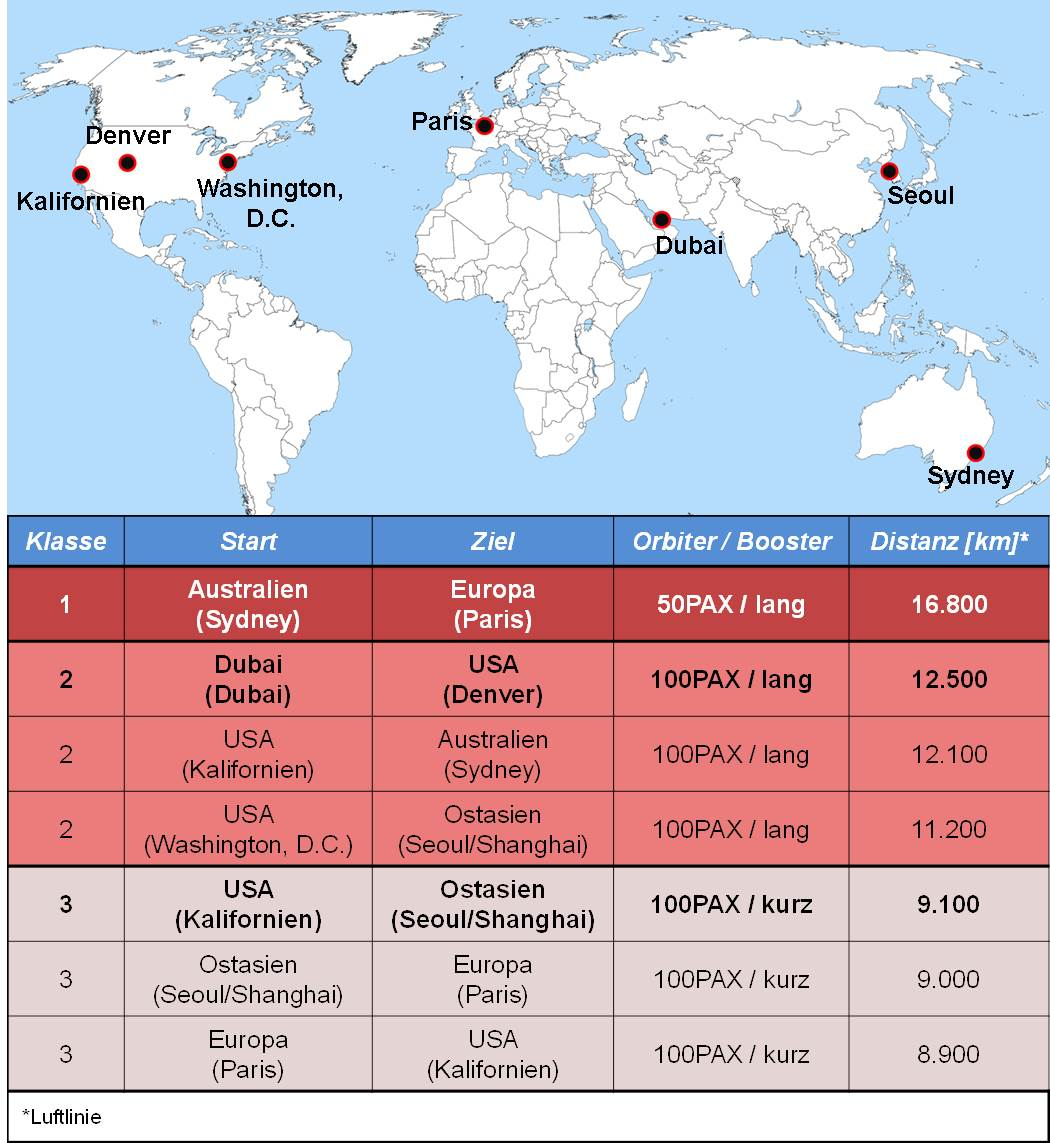
Klassifikation av möjliga SpaceLiner 7 rutter

| Parameter                  | Passagerarsteg (50 passagerarversion) | Booster (lång version)  | Total (Australien till Europa) |
| -------------------------- | ------------------------------------- | ----------------------- | ------------------------------ |
| Maximal längd              | 65,0 m                                | 83,5 m                  | 83,5 m                         |
| Spännvidd                  | 33,0 m                                | 37,5 m                  | 37,5 m                         |
| Maximal höjd               | 12,0 m                                | 8,60 m                  | 21,5 m                         |
| Kabinlängd                 | 15,3 m                                | N/A                     | N/A                            |
| Maximal flygkroppsdiameter | 6,80 m                                | 8,60 m                  | N/A                            |
| Tomvikt                    | 145 000 kg                            | 170 000 kg              | 315 000 kg                     |
| Maxvikt                    | 380 000 kg                            | 1 460 000 kg            | 1 840 000 kg                   |
| Bränslevikt                | 215 000 kg                            | 1 285 000 kg            | 1 500 000 kg                   |
| MECO-vikt                  | 160 000 kg                            | 180 000 kg              | N/A                            |
| Maximal altitud            | ~80 000 m                             | ~ 75 000 m              | N/A                            |
| Maximal hastighet          | 7 000 m/s (25 200 km/h)               | 3 700 m/s (13 300 km/h) | N/A                            |
| Maximalt Mach-tal          | 24                                    | 14                      | N/A                            |

## Framdrivning
För framdrivning används en enda typ av återanvändbar raketmotor med flytande drivmedel som opererar i "full-flow staged combustion" cykel. Dysans expansionsvärde är anpassat efter atmosfärkonditionerna där booster och passagerarstegsmotorerna är aktiva. Drivmedlet består av flytande väte och flytande syre, en kombination som är både väldig kraftfull men också ekologisk vänlig.
| Parameter                   | Passagerarsteg | Booster  |
| --------------------------- | -------------- | -------- |
| Blandningsvärde             | 6.0            | 6.0      |
| Förbränningskammartryck     | 16.0 MPa       | 16.0 MPa |
| Massflöde                   | 518 kg/s       | 518 kg/s |
| Expansionsvärde             | 59             | 33       |
| Specifik impuls (Vakuum)    | 449 s          | 437 s    |
| Specifik impuls (Sea-Level) | 363 s          | 389 s    |
| Kraft per motor (Vakuum)    | 2268 kN        | 2206 kN  |
| Kraft per motor (Sea-Level) | 1830 kN        | 1961 kN  |